# Justo Pereyra
Justo Pereyra fue un abogado y político peruano. 
Fue elegido por la provincia del Cusco  como miembro del Congreso General de 1839 que expidió la Constitución Política del Perú de 1839, la quinta de la historia del país, durante el segundo gobierno del mariscal Agustín Gamarra llegando incluso a ser secretario de dicho congreso junto a Agustín Galiano.
Mediante decreto emitido por Agustín Gamarra el 20 de septiembre de 1839, fue nombrado como vocal de la Corte Superior de Justicia del Cusco. En 1863 mantenía los cargos de Vocal de la Comisión de Instrucción Pública del Departamento del Cuzco y de vocal supernumerario de la Corte Superior de Justicia del Cusco.